# Zajazd Dziekanka
Zajazd Dziekanka (La casa del degà) és un edifici històric de Varsòvia situat al n°56 del carrer Krakowskie Przedmieście, al districte de Śródmieście.

## Història
Zajazd Dziekanka es va construir al segle XVI com a casa pairal de maó de diversos pisos. El seu primer propietari va ser el llavors rector de la parròquia de Sant Joan. El 1657, la casa pairal va ser incendiada. Va ser un punt d'inflexió en la història de l'edifici, perquè mai va recuperar la seva forma original. Fins a la segona meitat del segle xviii hi havia edificis de fusta a la parcel·la. Estaven situats als costats i a la part davantera de la propietat.
L'actual Dziekanka va ser construïda poc abans de 1784. Es tractava d'un complex format per un edifici davanter i tres dependències molt inferiors al que era. La ubicació en un carrer estret –on era molt difícil la conducció– va influir notablement en la forma de l'edifici. D'aquí la seva forma original. Una de les ales del complex va ser enderrocada el 1865. Això va canviar la forma i l'orientació de l'edifici. Dziekanka "va donar" a Krakowskie Przedmieście.
El 1944, durant la destrucció de la capital per part de les tropes alemanyes, Dziekanka va ser cremada. La destrucció de l'edifici es va estimar en un 85% després de la guerra. L'any 1946 es va enderrocar el mur posterior de l'edifici davanter, que va patir més a causa del foc.
L'edifici es va reconstruir a partir dels Fons Socials per a la Reconstrucció de la Capital. Les obres es van acabar l'agost de 1948. Els autors del disseny arquitectònic van ser Mieczysław Kuźma i Zygmunt Stępiński. Van proposar canviar la funció d'algunes de les dependències. La façana frontal de quatre plantes tenia l'aspecte d'una mansió renaixentista amb golfes.
Al costat de l'antiga es va construir una "Nową Dziekankę”. Tot i que es van crear amb 200 anys de diferència, s'harmonitzen entre ells arquitectònicament. Actualment, acull un dormitori destinat a estudiants de la Universitat de Música Fryderyk Chopin.
Dziekanka també està connectat amb l'edifici del monestir carmelita per una característica reixa pel carrer Murarska.
Aquí va viure Józef Ksawery Elsner, professor de Frédéric Chopin i creador de la Universitat de Música Fryderyk Chopin.